# Saab 900
La Saab 900 est une automobile produite par le suédois Saab, commercialisée à partir de 1978 (millésime 1979) jusqu'en 1994 dans sa version classique, puis de 1994 à 1998 pour la seconde génération.

## Première génération
Basée sur le châssis de la Saab 99 elle se montre toutefois plus longue. La 900, qui affiche un {\displaystyle C_{x}} de 0,34, se déclinait en carrosserie 2, 3, 4 et 5 portes, avec ou sans turbo à basse ou haute pression, et proposait une version cabriolet qui connut un fort succès commercial. La production totale de la première génération aura atteint 908 817 véhicules. Une série spéciale désignée « Éditions de commémoration » fut produite en version turbo coupé 3 portes pour l'Amérique du Nord, millésimée 1993 et 1994, à 314 exemplaires.

### Design

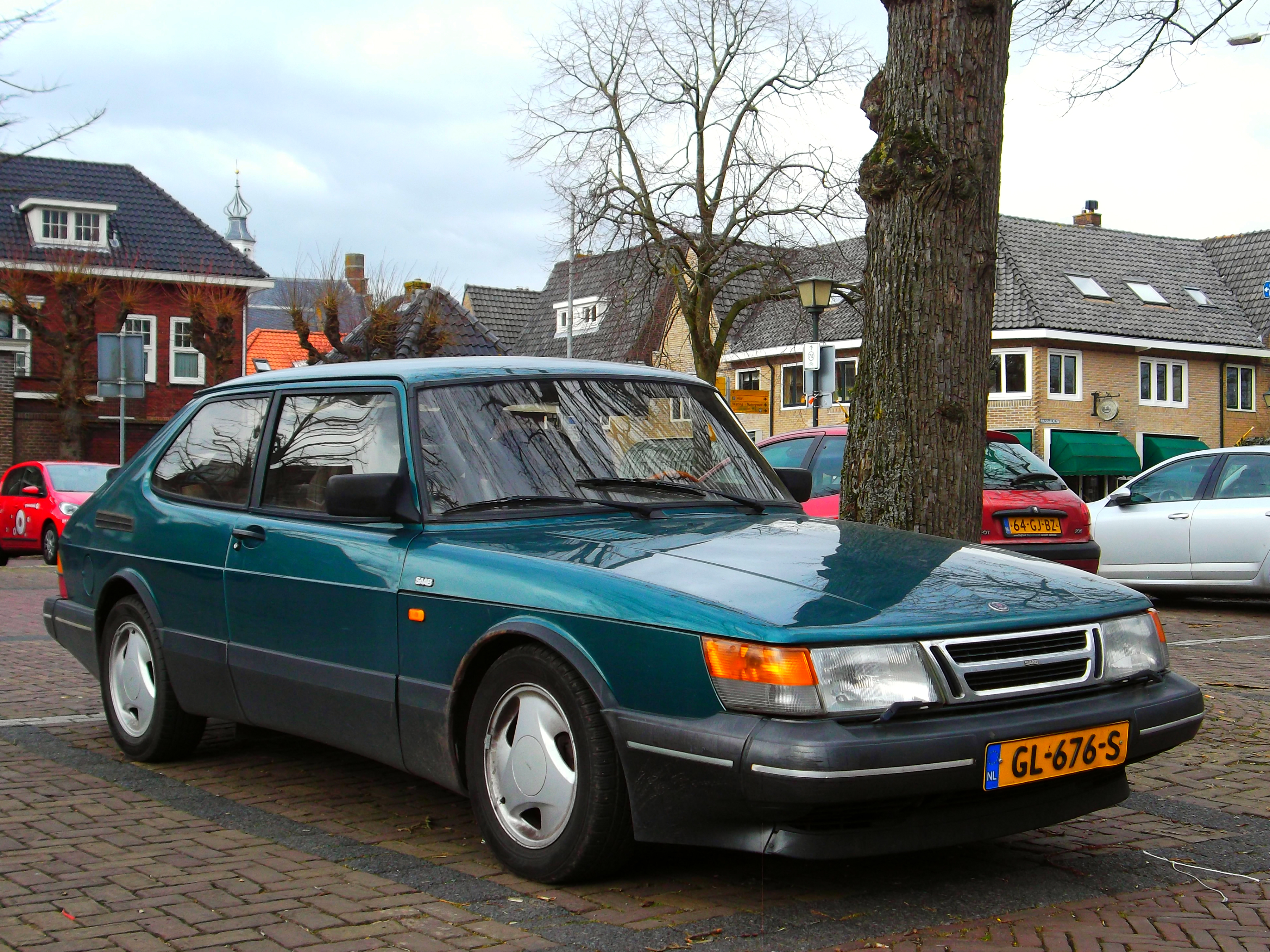
Saab 900 Turbo 16

Sous la direction du designer Björn Envall, la Saab 900 fut dessinée dans une perspective principalement ergonomique et fonctionnelle. Surfaces de carrosserie facilitant le dégagement de la neige, boutons de commande accessibles aux mains habillées de moufles, champ visuel élargi, console orientée vers le conducteur, coffre gigantesque adapté aux objets volumineux, jusqu'aux pictogrammes des commandes : tout fut étudié pour apporter un maximum de facilité d'utilisation au conducteur et améliorer la sécurité. Les piliers plus solides que la normale empêchaient le toit de s'écraser en cas de retournement, l'épaisseur de l'acier avait été étudiée pour encaisser le choc avec un élan (fréquents sur les routes de campagne suédoises).
La principale caractéristique du dessin de la Saab 900 tient à son arrière pentu lui donnant des faux airs de Porsche 911. Le véhicule se distingue par une spécificité suédoise avec d'imposants pare-chocs, des essuie-phares, et un épais panneau arrière lui prêtant un aspect à la fois sécurisant et original. La calandre chromée divisée en quatre ouvertures, qui viendra peu après, sera l'œuvre d'Aribert Vahlenbreder. De l'ensemble émane une esthétique singulière, reconnaissable au pare-brise très arrondi et peu incliné posé sur un long capot plat couvrant les ailes, et qui s'ouvre en glissant vers l'avant juste avant de basculer à la verticale. Cette esthétique forme une voiture typée, au style inhabituel comparativement aux automobiles de son époque. La Saab 900 est ainsi considérée par de nombreux esthètes comme une forme mythique de l'histoire du design industriel.
Le dessin de la Saab 900 accueille de légères modifications à partir d'août 1987. L'avant de la voiture s'affine, bien que la structure fondamentale reste inchangée. Seuls la calandre, les phares et les pare-chocs subissent un remodelage. De par la modeste taille de l'entreprise, Saab conservera le même châssis jusqu'à la fin de la production. En 1987, la 900 utilisera les mêmes roulements et freins que la 9000, le frein à main agissant alors de manière plus traditionnelle sur les roues arrière.

### Motorisations
Quelques versions de la 900 :
- GL (badgée simplement 900 à partir de 1985), 100 ch DIN (74 kW) avec un seul carburateur
- GLs, 108 ch DIN (79,5 kW) avec double carburateur, 110 ch DIN
- GLi (juste i à partir de 1985), 8 soupapes, 118 ch DIN (87 kW) avec injection (1979-1989)
- Injection 16 soupapes, 133 ch DIN (1989-1994)
- Turbo, 8 soupapes, 145ch puis, avec l'ajout d'un intercooler, 155 ch DIN
- Turbo, 16 soupapes, 175 ch DIN
- S (ecopower en Italie), 16 soupapes, Turbo basse pression, 145 ch DIN (155 ch avec rajout d'un intercooler)
- Turbo S, 16 soupapes, 185 ch DIN

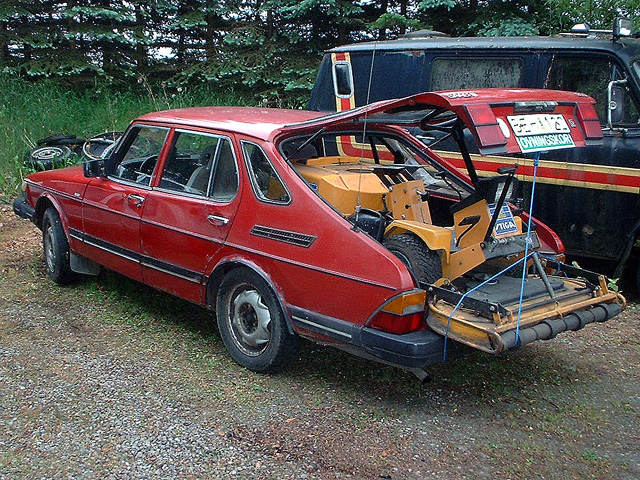
Saab 900 combi 5 portes

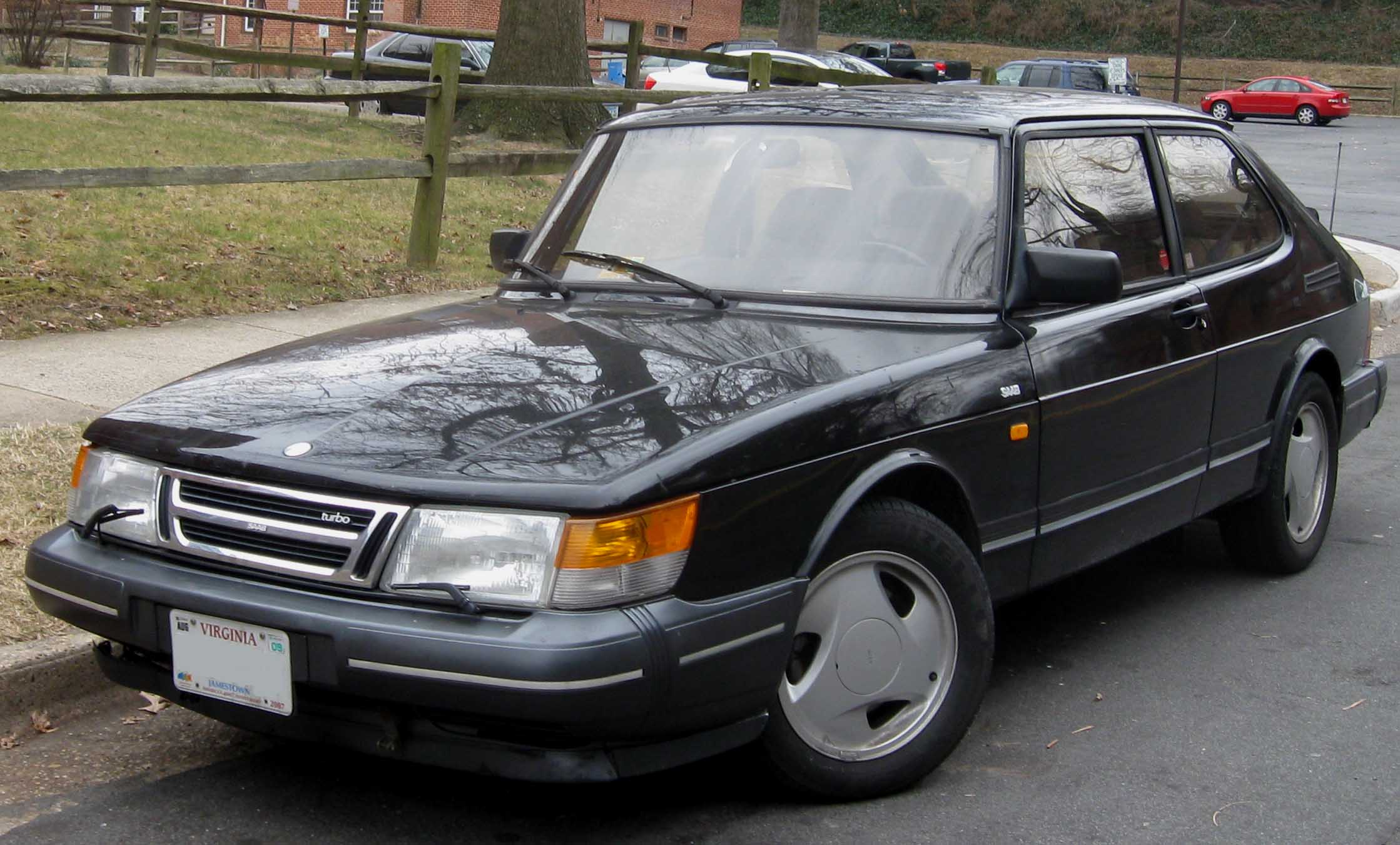
Saab 900 Turbo

Saab a lancé son turbo en 1977 avec la 99 Turbo, sur le moteur B élaboré à partir du slant-4 conçu pour Saab par Triumph. Ce moteur endurant fut utilisé pour les premiers modèles de 900 turbo, ce qui fit de Saab une marque réputée sur les marchés étrangers.
Le moteur B bénéficia ensuite d'améliorations pour devenir le moteur H ; sorti en 1981 sous la désignation B201, il aura été exploité jusqu'en 2008 avec le B205 BioPower. Le moteur H se montre très résistant et grâce au système de gestion du moteur assez standardisé peut facilement être porté à 200 ch (147 kW), ou avec quelques modifications supplémentaires aux environs de 250 ch (184 kW). Saab a utilisé la mécanique d'injection continue K-Jetronic de Bosch dans les versions 8 soupapes turbo à injection ; les systèmes Bosch LH 2,2, 2,4 et l'injection électrique de Lucas Automotive ont été utilisés dans les versions à 16 soupapes.
La motorisation fut déclinée dans les versions suivantes :
- 2,0 L B201 atmosphérique, 8 soupapes, 118 ch DIN
- 2,0 L B201 turbo, 8 soupapes, 145 ch DIN (107 kW)
- 2,0 L B202 atmosphérique, 16 soupapes, 133 ch DIN
- 2,0 L B201 avec intercooler, 8 soupapes, 155 ch DIN (114 kW)
- 2,0 L B202 turbo basse pression à 16 soupapes, 141 ch DIN (104 kW)
- 2,0 L B202 turbo haute pression à 16 soupapes, 160 ch DIN (118 kW)
- 2,0 L B202 turbo haute pression à 16 soupapes, 175 ch DIN (130 kW) - boîtier noir
- 2,0 L B202 turbo haute pression à 16 soupapes, 185 ch DIN (138 kW) - boîtier rouge
- 2,1 L B212 à admission élargie, 16 soupapes, 140 ch DIN (103 kW) - vendu sur certains marchés seulement (États-Unis pour raisons fiscales, Belgique, etc.)

La grande différence par rapport aux concurrents, à partir de 1982, tenait au développement et à l'utilisation de l'Automatic Performance Control (APC). Ce système électronique permettait d'exploiter toute la puissance développée par le turbo sans risquer le phénomène de cliquetis, autorisant un ratio de compression de 9:1 au lieu du 7.2:1 précédent. Un capteur piézoélectrique intégré au bloc moteur détectait le risque ; le module de contrôle électronique commandait alors l'ouverture d'une soupape de décharge (wastegate) de manière à dévier directement vers la tubulure d'échappement une partie du gaz d'échappement destiné à la turbine. Ce système accordait l'utilisation d'indices d'octane plus faible et rendait également l'usage du turbo plus sûr pour le moteur. Les 900 Aero et Carlsson disposaient d'un contrôleur APC spécial, au caractéristique boîtier rouge, procurant une suralimentation très améliorée.
Saab a d'abord utilisé le turbo Garrett Systems T3, refroidi par huile, remplacé dès 1988 par une version refroidie par eau. À partir de 1990 Saab installera le turbo Mitsubishi TE-05, également refroidi par eau. Sa petite taille et le dessin plus efficace des aubes accentuaient sa réactivité grâce à une inertie plus réduite. Le TE-05 répondait ainsi plus rapidement à la pédale d'accélération grâce à une sensibilité accrue au flux des gaz d'échappement, offrant une mise en pression rapide, ce qui apportait un couple conséquent dans les régimes intermédiaires. Le refroidissement par eau rendait également ces systèmes plus résistants.

### Versions Spéciales
- Enduro

Une version spéciale de la 900 Turbo a été assemblée par Saab Australie. Désignée 900 Enduro elle fut produite à seulement 12 exemplaires. Cette version se différenciait par des passages de roues très évasés, des instruments de bord supplémentaires (pression d'huile, pertes de courant de la batterie) montés dans l'emplacement habituellement réservé à la radio, des suspensions améliorées et des roues plus grandes. Pour augmenter les performances, la wastegate était réglée à 1,2 bar et l'injection d'eau était montée d'origine.
- GT Aéro

L'ultime version fabriquée à partir du printemps 1993. Produite à 70 exemplaires pour la France, mais produite aussi pour les autres pays (par exemple une cinquantaine pour l'Allemagne, qui se nomme Last Edition, avec des options ou accessoires propres à chaque pays). La plupart des exemplaires français sont numérotés par un prestataire de Saab France avant la livraison (plaque de couleur argentée collée sur le tableau de bord). Certaines 900 GT aéro françaises ne sont pas numérotées par suite de la perte ou de la non-apposition de la plaque depuis l'origine. La GT Aéro reprend la mécanique de la turbo 16S avec le boîtier rouge et le régulateur à 3 bars pour porter la puissance à 185 ch.
Un châssis surbaissé, des suspensions durcies, une peinture exclusivement en noir color 170, le régulateur de vitesse, la climatisation; les options étaient fixes.
Une sellerie "bi matière" cuir sur les côtés et tissu lainé au centre des assises et dossiers équipait cette Aero. Cette laine était fournie par le couturier italien Ermenegildo Zegna .
Jantes asymétriques de 5,5" de couleur gris foncé, avec rebord poli.
N° de série spécifique (AD35T).
| Pays      | Modèle               | Nombre d'exemplaires |
| --------- | -------------------- | -------------------- |
| France    | 900 GT Aero          | 70                   |
| Allemagne | 900 Last Run Edition | 51                   |
| Pays-Bas  | TSR U9               | 35                   |
| Belgique  | 900 GT               | 10                   |
| Espagne   | 900 GT               | 7                    |
| Italie    | 900 GT               | 30                   |
| Turquie   | 900 GT               | 1                    |

TOTAL: 204 exemplaires pour l'Europe
Pas une de plus de produite, elles furent toutes fabriquées de janvier à février 1993.
.  Aero
Le niveau de finition Aero comprenait, selon le marché auquel elle était destinée, le kit carrosserie Aero, une suspension sportive et des absorbeurs de chocs, un moteur turbo de 175 ch (130 kW) 16 soupapes, la plupart du temps des sièges en cuir et l'air conditionné. Toutes ces options pouvaient également être commandées séparément.
- 900 I 16 EIA

Une déclinaison sportive propre à la France a été développée entre 1989 et 1990 par SAAB France avec le concours du préparateur EIA Moteurs qui est par ailleurs à l’origine des développements mécanique du bloc PRV  équipant les GT de la marque Venturi.
Dans une préparation atmosphérique sur la base du B202, le bloc développe sans recours au turbo une puissance de 158 ch, performance réalisée à la faveur de l’optimisation du haut-moteur (soupapes et arbres à cames), de l’élargissement des conduits d’admission, de la modification de la pression d’injection et des injecteurs. La boîte de vitesses est réétagée et offre à l'auto des reprises améliorées.
Ces travaux amènent la 900 I 16 EIA au niveau d’illustres concurrentes de son époque, telle que la Peugeot 405 MI 16 et même la BMW M3 E30 qui, sur certains tests de performance, se trouve supplantée. Avec moins de 100 exemplaires produits la SAAB 900 I EIA reste un modèle confidentiel. La distinction « EIA » ne se découvre qu’à la faveur de l’ouverture du capot où seules les durites aviation aux couleurs spécifiques, le couvre-culasse arborant le sigle du préparateur, traduisent la filiation de l’auto. Au plan esthétique, seule une prise d’air des Turbo mise en place sur le capot et couplée au monogramme 900 I 16 sur le coffre permettent de reconnaître la 900 I 16 EIA.
- Finlandia[5]

Une version rallongée, nommée « Finlandia » en 1978 puis badgée 900 CD dès 1981, fut développée et produite dans l'usine Valmet en Finlande, afin d'offrir un véhicule spacieux et confortable aux hommes d'affaires. Si 20 exemplaires furent d'abord assemblés à partir d'une base de Saab 99, elle adopta rapidement une base de Saab 900 à partir de 1979. Bénéficiant de 20 cm de plus que la version standard, à la suite de l'augmentation de 10 cm entre les portes, seules les places arrière profitaient du gain d'espace. La finition haut-de-gamme proposait un intérieur cuir, des lampes de lecture, des rideaux à l'arrière, des repose-pieds et un téléphone de voiture. Certains modèles offraient la particularité d'avoir, en lieu et place d'une banquette centrale, des places arrière composées de deux sièges avant séparés par un énorme accoudoir central.
La 900 Finlandia fut produite à 99 exemplaires entre 1979 et 1980, et la 900 CD à 486 exemplaires entre 1981 et 1986.
- Monte-Carlo

La Saab 900 Monte-Carlo est une série limitée réservée à la version cabriolet. Présentée en 1992 au salon de Genève à l'occasion des 5 ans anniversaires du cabriolet 900, elle se distinguait par une livrée « jaune Monte-Carlo », couleur nommée par Björn Envall d'après une fleur poussant à Monte-Carlo, et par un couvre-capote caractéristique enveloppant jusqu'à la banquette arrière. Animée d'un 2.0 litres turbo 16 soupapes et pourvue de toutes les options, elle fut construite à 300 exemplaires dans l'usine Valmet d'Uusikaupunki.

### Cabriolet

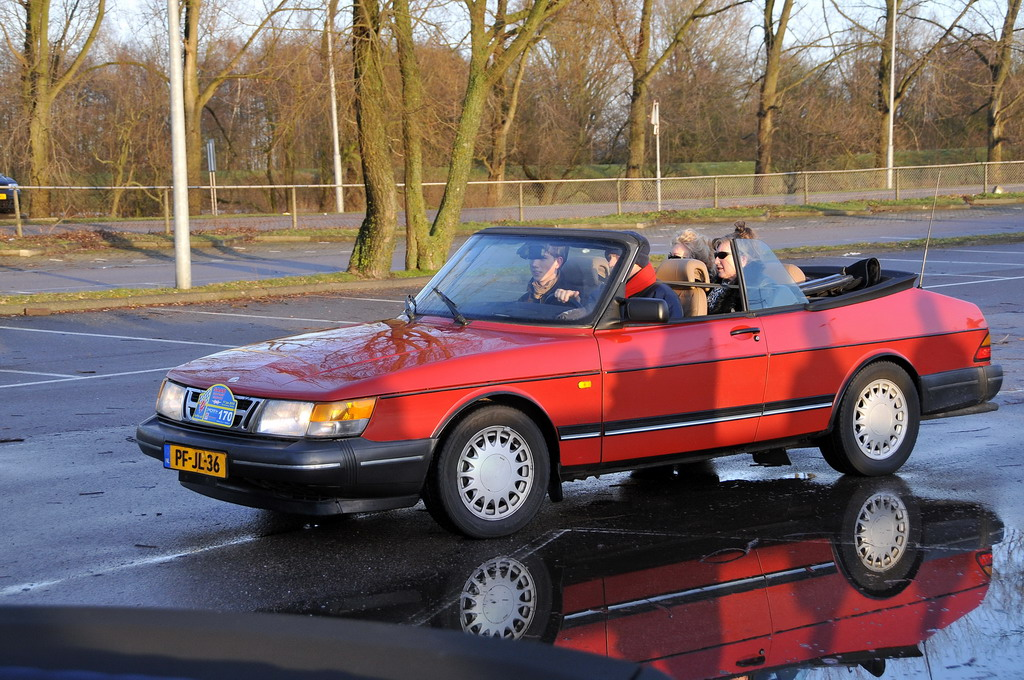
Saab 900 Turbo cabriolet

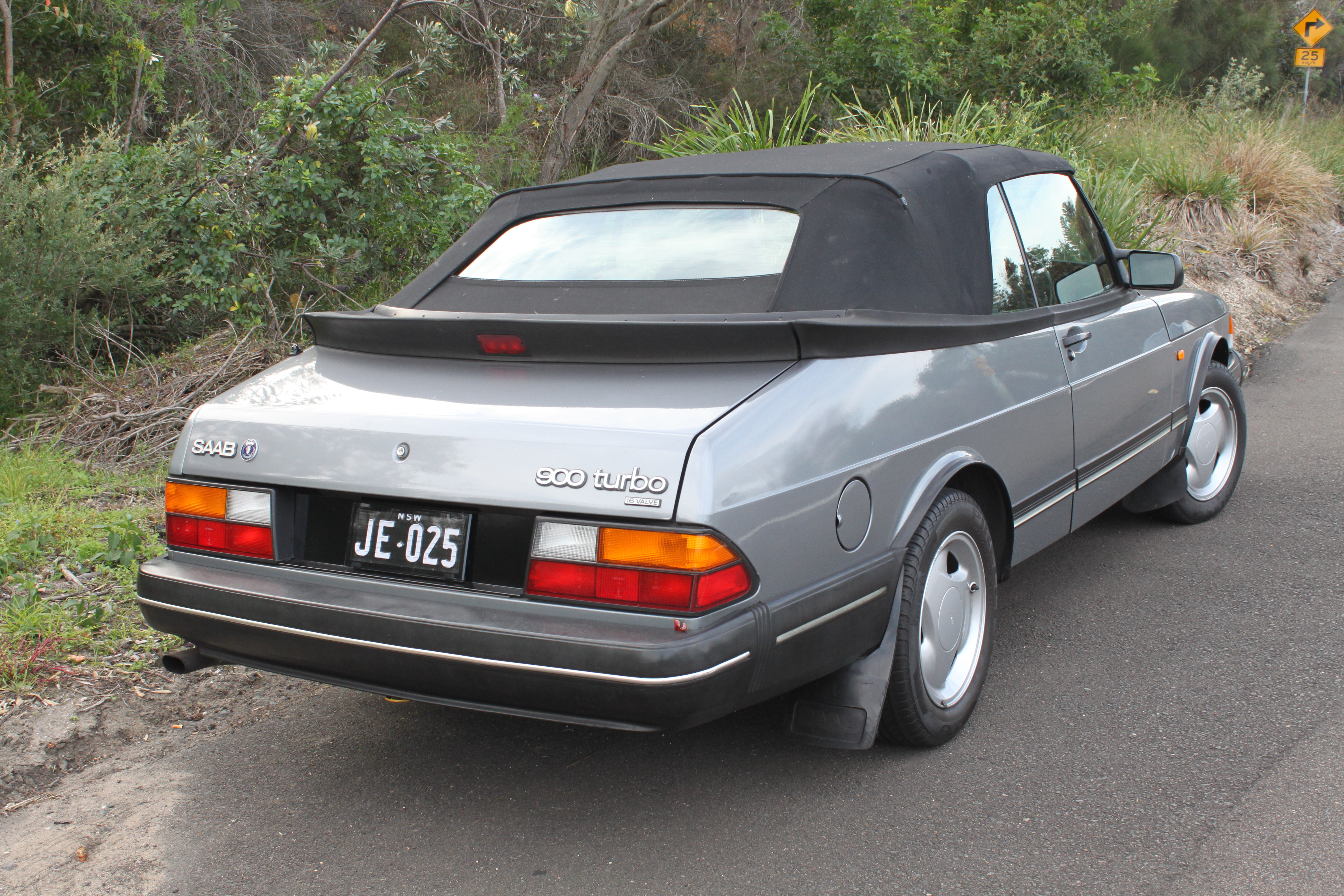
Saab 900 Turbo cabriolet

Dans le milieu des années 1980, le directeur de Saab-Scania USA Robert J. Sinclair, suggéra une version cabriolet pour augmenter les ventes. Le premier prototype fut construit par l'American Sunroof Company (ASC, désormais American Specialty Cars).
Le département de design de Trollhättan, dirigé par Björn Envall, se basa sur la version 3 portes alors que l'usine finnoise utilisa une version 2 portes, plus robuste, qui en fin de compte était plus esthétique et fut sélectionnée pour la production. Il n'était pas prévu d'en produire beaucoup, mais les commandes affluèrent : une légende était née.
Ce nouveau modèle fut présenté la première fois au Salon automobile de Francfort à l'automne 1983. Le premier prototype suscita tant d'intérêt en avril 1984, que Saab décida d'en démarrer la production à l'usine de Valmet en Finlande. L'assemblage des premières 900 cabriolet démarra au printemps 1986.
Le cabriolet disposait couramment d'un moteur turbo à 16 soupapes, mais était également disponible avec un moteur à injection de 2,1 L.
La production du cabriolet « classique » cessa en 1994, soit un an après la berline. 48 894 exemplaires auront été construits.

### James Bond
La Saab 900 Turbo est le véhicule favori de James Bond dans la plupart des romans de John Gardner, dont License Renewed fut le premier. La 900 était surnommée "Silver Beast". Il s'agit de la voiture personnelle de Bond, équipée par la société Communication Control Systems, Ltd. (CCS) qui existe réellement.

## Seconde génération
Sous l'influence de General Motors (GM), une « Nouvelle Génération » fut introduite sur le marché dès 1994, développée à partir de la plate-forme GM2900 partagée avec l'Opel Vectra mais légèrement modifiée par les ingénieurs Saab. Le cabriolet continuera pour sa part à utiliser le châssis « classique » pour une année encore. Dessinée par le Norvégien Einar Hareide, à partir du prototype EV-2 du designer Björn Envall, elle présentait un {\displaystyle C_{x}} intéressant de 0,30. Son lancement industriel commença à Trollhättan en juillet 1993 ; elle était disponible en coupé 3 portes, berline 5 portes et cabriolet, dans les finitions S et SE.

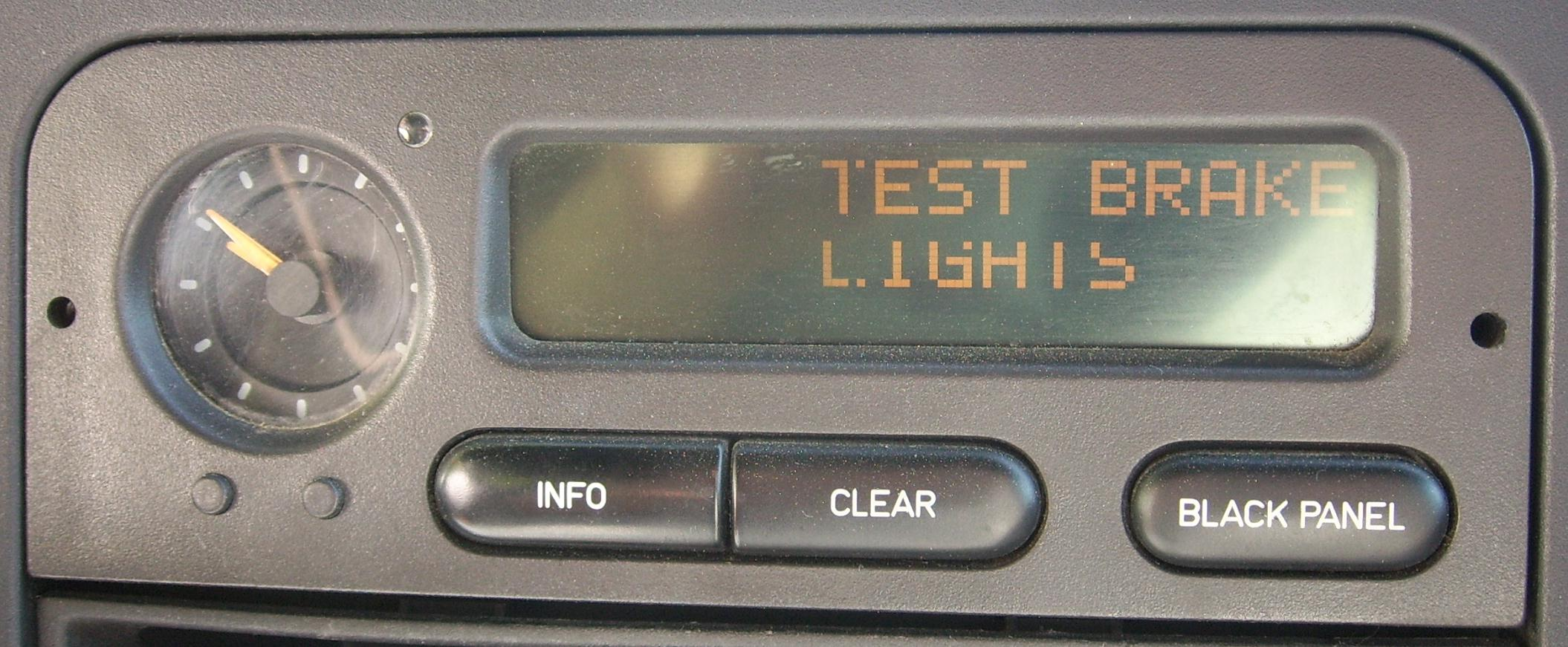
Le Saab Information Display

Entre autres nouveautés, la Saab 900 NG inaugurait un ordinateur de bord affichant diverses informations via la console centrale, le Saab Information Display (SID), autrement appelé Saab Car Computer (SCC). L'afficheur rectangulaire côtoyait une horloge à aiguilles intégrée à la façade. Parmi les informations disponibles figuraient la température extérieure, une alerte de niveau de divers fluides, la consommation moyenne, la distance franchissable, l'état des feux stop, les stations radio, la date. Sur la façade du SID, une curieuse touche signalait la présence d'une autre nouveauté : la fonction « night panel ». Cette fonction éteignait l'ensemble du tableau de bord, excepté le compteur de vitesse, de manière à réduire la distraction du conducteur en conduite nocturne. En cas d'urgence les indicateurs importants s'allumaient instantanément. Enfin la Saab 900 NG garda cette caractéristique déviation vers la gauche du siège conducteur sur son axe vertical, permettant un accès plus aisé aux commandes de la console.

### Design
Le design de la Saab 900 de seconde génération tente d'allier la personnalité de l'ancienne Saab 900 (calandre caractéristique, arrière pentu) à une élégance plus conforme aux standards. Elle perd en caractère et en exclusivité pour viser un public plus large et moins conservateur. Malgré sa poupe originale, un confortable intérieur bien équipé et mieux fini, des ouïes de ventilation au mécanisme inédit, une plate-forme GM2900 saine, le contacteur placé entre les deux sièges avant, et un coffre immense, elle sera désignée « Saab General Motors » par les fidèles de la marque, symbolisant ainsi une rupture d'avec la précédente voiture dans son authenticité Saab. Néanmoins, face à la sortie du modèle 9-3 de 2002, elle représentera aux yeux des passionnés de la marque la dernière Saab réellement singulière sur le plan stylistique, jusqu'à ce qu'apparaisse la 9-5 de seconde génération.

### Motorisations
La 900 NG fut entre autres équipée d'une adaptation du moteur V6 à 54° 3.0 litres conçu par GM pour l'Europe. Les moteurs étaient gérés par un calculateur d'allumage direct Saab (Cassette DI) + Automatic Performance Control (APC) + calculateur Bosh LH Jetronic ou Saab Trionic, cependant en 1996 l'allumage par distributeur fut réintroduit pour les moteurs 2.0 et 2.3 litres atmosphériques. Les variantes turbocompressées animant la 900 « nouvelle génération » (B204) ont toujours utilisé le Trionic. Au contraire de la 900 « classique », le moteur était monté transversalement sous un capot à articulation standard.
- 2.0i B204I 16s 130 ch (97 kW)
- 2.0i B206I 16s 133 ch (99 kW) / sans arbre d'équilibrage
- 2.0t B204L 16s 185 ch (136 kW)
- 2.3i B234I 16s 150 ch (110 kW)
- 2.5i B258I 24s (V6, 54°) 170 ch (130 kW) / origine GM

- 2.0t B204L 16s 185 ch (136 kW)
- Monte Carlo

Après la 900 classique, Saab réitère en 1997 à l'occasion du 50e anniversaire de la marque avec la 900 cabriolet Nouvelle Génération, cette fois en deux déclinaisons de gamme, S et SE, animées d'un 2.0 litres turbo 16 soupapes de 185 ch ou d'un 2.5 litres V6 de 170 ch. Amenée à évoluer essentiellement décapotée, la structure de cette 900 fut renforcée au niveau de la base du pare-brise et des seuils de porte. Le pilier A fut notamment rigidifié d'une pièce unique qui s'étend du montant de pare-brise jusqu'au seuil des portes, en passant par les charnières. Ces modifications augmentèrent la rigidité du châssis de 73 % par rapport à l'original. Pour un confort accru, les sièges avant furent légèrement rallongés puis remodelés de manière à augmenter le maintien latéral. Version très luxueuse, la SE offrait même une planche de bord en véritable noyer de Californie ainsi que les jantes 16 pouces des Aero, des freins surdimensionnés et une boîte manuelle optimisée.
- Talladega

Développée à la suite d'un record d'endurance en 1996 sur le circuit nord américain Talladega, avec une vitesse moyenne de 226,40 km/h sur 100 000 miles, elle apparut seulement en 1997 et 1998.